# Minimundus

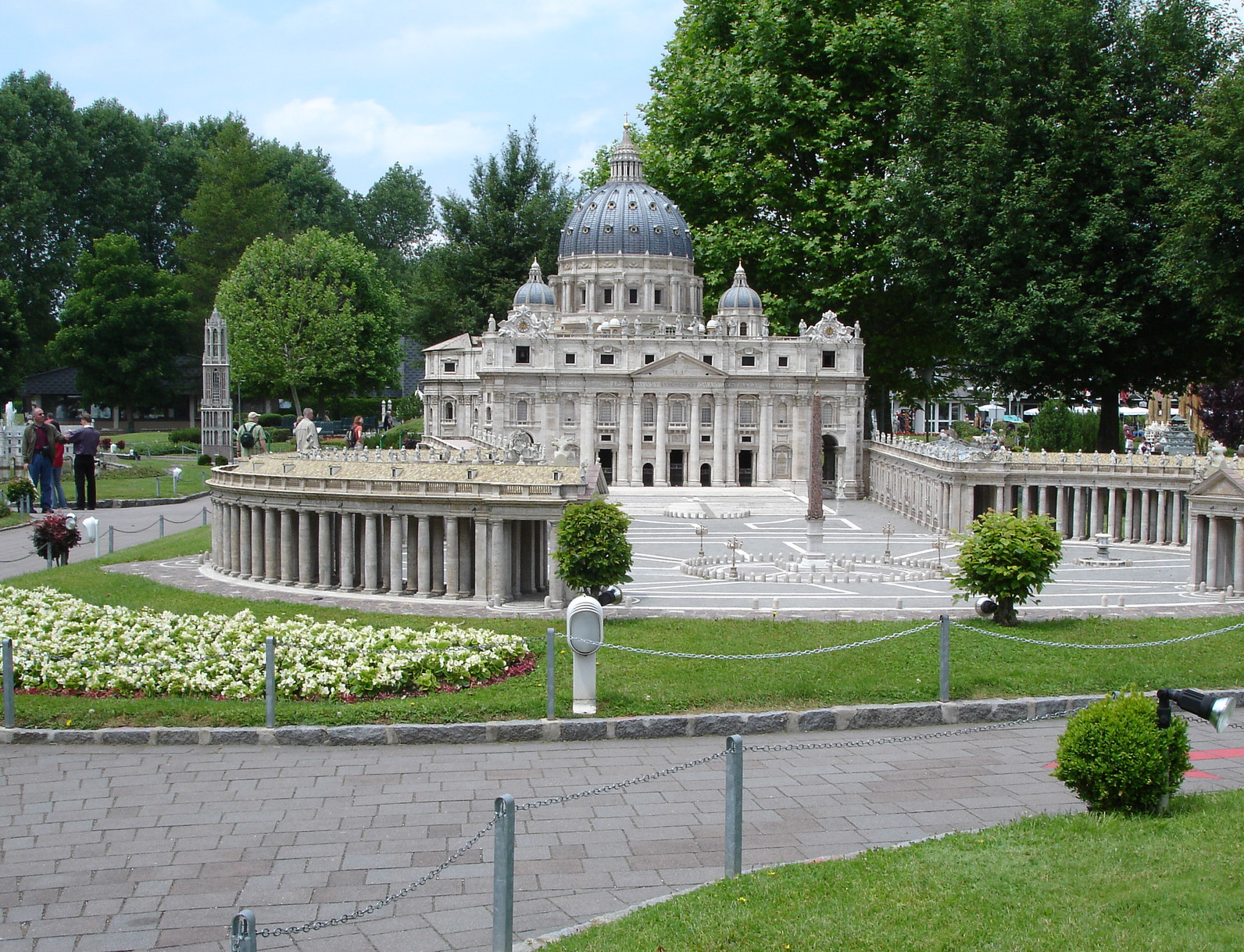
Peterskyrkan och Petersplatsen i skala 1:25 i Minimundus

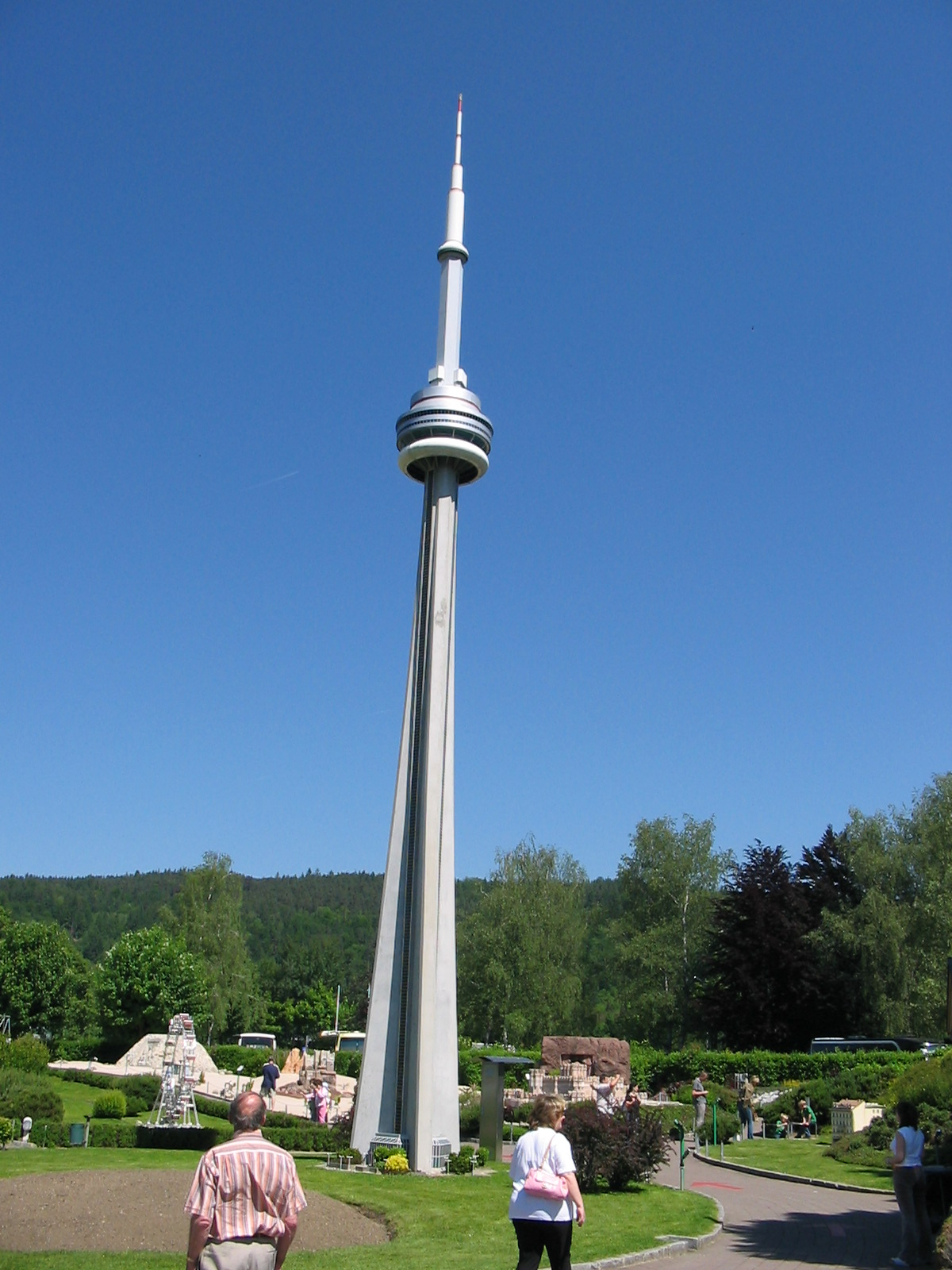
CN Tower i skala 1:25 i Minimundus

Minimundus är en miniatyrpark vid Wörthersee nära Klagenfurt i södra Österrike. Parken hyser modeller av kända byggnadsverk.
Minimundus grundades 1958, och intäkterna går till välgörenhetsorganisationen Rettet das Kind.

## Några av modellerna
- Eiffeltornet
- Frihetsgudinnan
- Operahuset i Sydney
- Peterskyrkan
- Süleymaniyemoskén
- Taj Mahal
- Towern
- Vita huset